# Unit Uberlândia
Maillots
Le Unit Uberlândia est un club brésilien de basket-ball évoluant dans l'élite du championnat brésilien. Le club est basé dans la ville d'Uberlândia.

## Palmarès
International

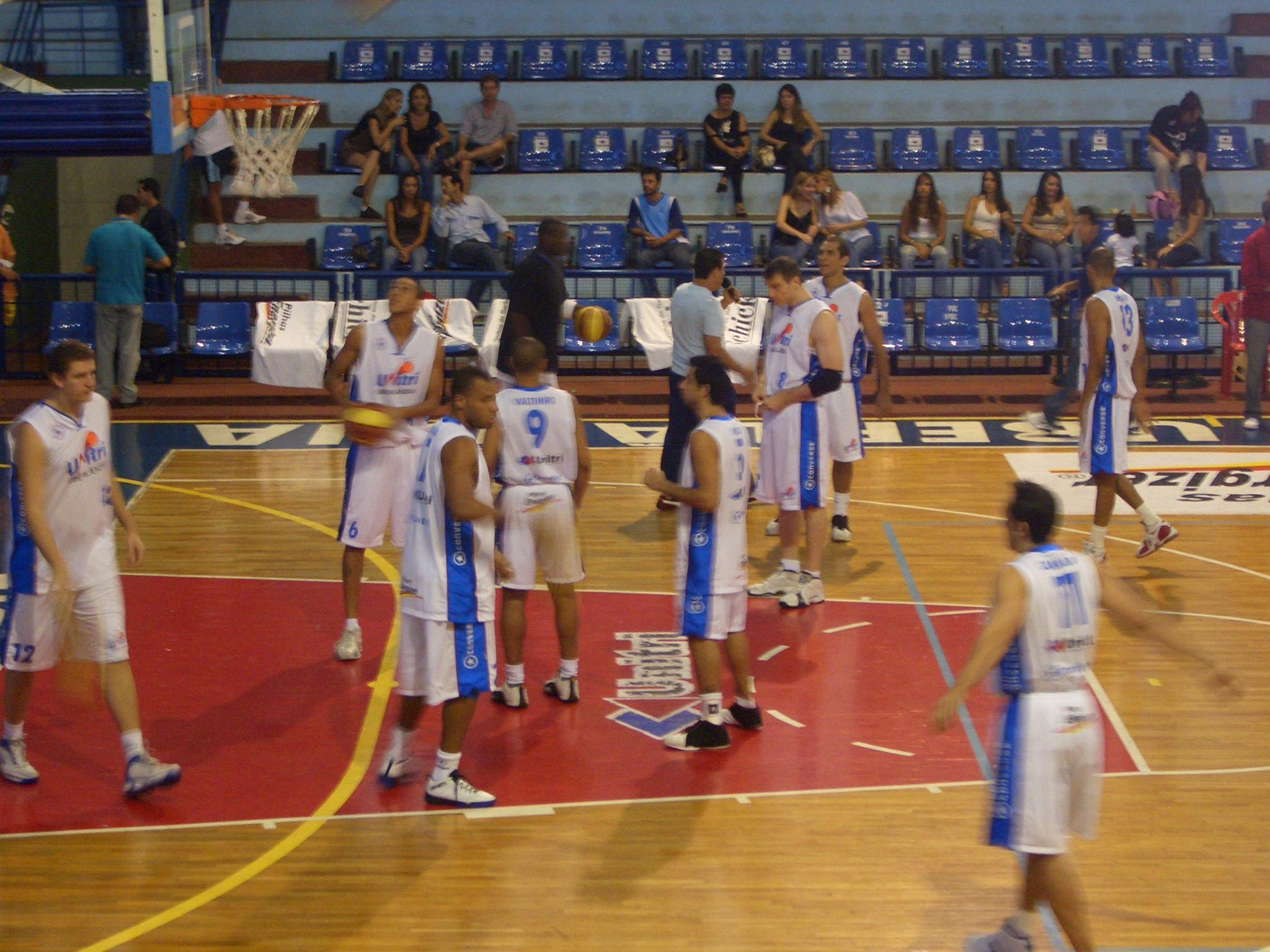
L'équipe à l'échauffement en 2007

- Vainqueur de la Liga Sudamericana : 2005

National
- Champion du Brésil : 2004